# Villarreal de Álava
Villarreal de Álava (oficialmente en euskera: Legutio) es un municipio español de la provincia de Álava, en la comunidad autónoma del País Vasco. Cuenta con una población, en 2021, de 1978 habitantes y una densidad de 43,04 hab./km².
El municipio está formado por cinco pueblos, que a su vez forman concejos, siendo el más importante de ellos el de Villarreal, que da nombre al municipio.

## Toponimia
En la carta de fundación de esta localidad, que data de 1333, aparecen los dos diferentes nombres que ha llevado a lo largo de su historia: Legutiano/Legutio y Villarreal de Álava.

"..tenemos por bien demandar poblar una villa en el lugar que dicen Legutiano que es en Álava, ...é que haya nombre de Villarreal de Álava. E para esta villa poblar dámosles estas aldeas que son nuestras en Álava, Huruaga, Egoiain, é Urbina, é Anguello, é Nafarrete, é Losu, para que vengan a morar los pobladores de ellas que agora y son

### Villarreal de Álava
Villarreal, transcrito en ocasiones como Villa Real (1463) o Villa-Real (1742), ha sido el nombre común de esta localidad desde su fundación como villa en el siglo XIV hasta las últimas décadas del siglo XX. El nombre alude a la condición de villa de realengo que tuvo la localidad cuando fue fundada en el siglo XIV. Paradójicamente, entre 1371 y 1683 sería villa de señorío. Villarreal es un nombre común a bastantes fundaciones medievales.
Aunque el apelativo «...de Álava» aparecía ya en su carta puebla y la denominación se mantuvo durante varios siglos, lo cierto es ya en época moderna a la localidad se la denominaba habitualmente Villarreal a secas, y con esa denominación oficial llegó hasta el siglo XX. En la década de 1910, a recomendación de la Real Sociedad Geográfica se cambió la denominación oficial a Villarreal de Álava, recuperando su nombre histórico. Esto se realizó para evitar que existieran otras localidades con la misma denominación oficial en España.
Llegamos a la década de 1970, cuando comienza en el País Vasco un proceso de normalización lingüística, en el que se comienzan a estandarizar y oficializar los topónimos en euskera, que habían carecido históricamente de reconocimiento oficial.
Entre los nombres que en 1979 Euskaltzaindia propuso como forma normativa de denominar a la localidad en euskera se encontraba Bilerle. Bilerle era la forma en la que los vascoparlantes del lugar pronunciaban Villarreal al hablar en euskera; adaptado a las normas ortográficas modernas del idioma. Sin embargo, esta denominación no tuvo éxito y acabó arrinconada.

### Legutio
Legutiano es el nombre que tenía la población antes de que se fundara la villa. El topónimo cayó en desuso, pero ha sido recuperado en tiempos modernos y actualmente una variante suya, Legutio, es el nombre oficial del municipio.
Legutiano pertenece a la serie de topónimos vascos terminados en el sufijo -ano, -ana. Filólogos como Julio Caro Baroja o L.M. Mujika establecieron la hipótesis de trabajo de que tanto este sufijo, como el sufijo -ain; muy frecuentes en la toponimia vasco-navarra; eran fruto de la evolución del sufijo latino -anum en tierras vascas.
En muchas regiones del antiguo Imperio romano, el sufijo acusativo -anum unido a un nombre personal formaba el nombre de las posesiones rústicas denominadas fundus. Este nombre solía ser el del propietario original del fundus, ya que luego si cambiaba de poseedor el nombre del fundus solía mantenerse invariable. Siguiendo esta hipótesis las poblaciones vascas con sufijo -ain o -ano remontarían su origen a asentamientos rurales de la Época Romana o de la Antigüedad Tardía y Edad Media, que hubiesen mantenido pautas de nombrar las propiedades heredadas de la época romana.
Caro Baroja analizó los topónimos vascos acabados en -ano tratando de establecer el nombre propio que se escondería detrás de cada uno de ellos. En el caso de Legutiano, propuso el nombre propio «Legutius»; aunque confesó que no había encontrado ese nombre documentado.
La evolución del topónimo habría sido Legutianum->Legutiano. Otros filólogos han propuesto el nombre femenino Leguntia como origen del topónimo, siendo este un nombre documentado durante la Edad Media en Vizcaya.
De haberse seguido utilizando el topónimo Legutiano de forma habitual cabe pensar que al hablar en euskera hubiera proseguido evolucionando como Legutiano -> Legutiao ->Legutio; ya que la pérdida intervocálica de la «n» es un fenómeno que se ha producido en innumerables topónimos vascos durante los últimos siglos. De hecho, este fenómeno se ha producido en dos municipios limítrofes, cuyos nombres vascos modernos son Otxandio y Aramayona, fruto de una evolución de los más antiguos Ochandiano y Aramayona. Utilizando esta analogía, la Real Academia de la Lengua Vasca propuso en 1979 «Legutio» como nombre vasco de la localidad, junto a Bilerle. Legutio ha tenido más éxito y actualmente es la denominación recomendada por la Academia.
Sin embargo, en 1980 el ayuntamiento decidió adoptar «Legutiano» como denominación oficial del municipio, rescatando sin más el antiguo nombre del lugar y haciendo caso omiso de la recomendación de la Academia de utilizar Legutio. Tras varias décadas siendo Legutiano el nombre oficial, en 2011 el municipio adoptó finalmente la denominación oficial de «Legutio».

## Historia

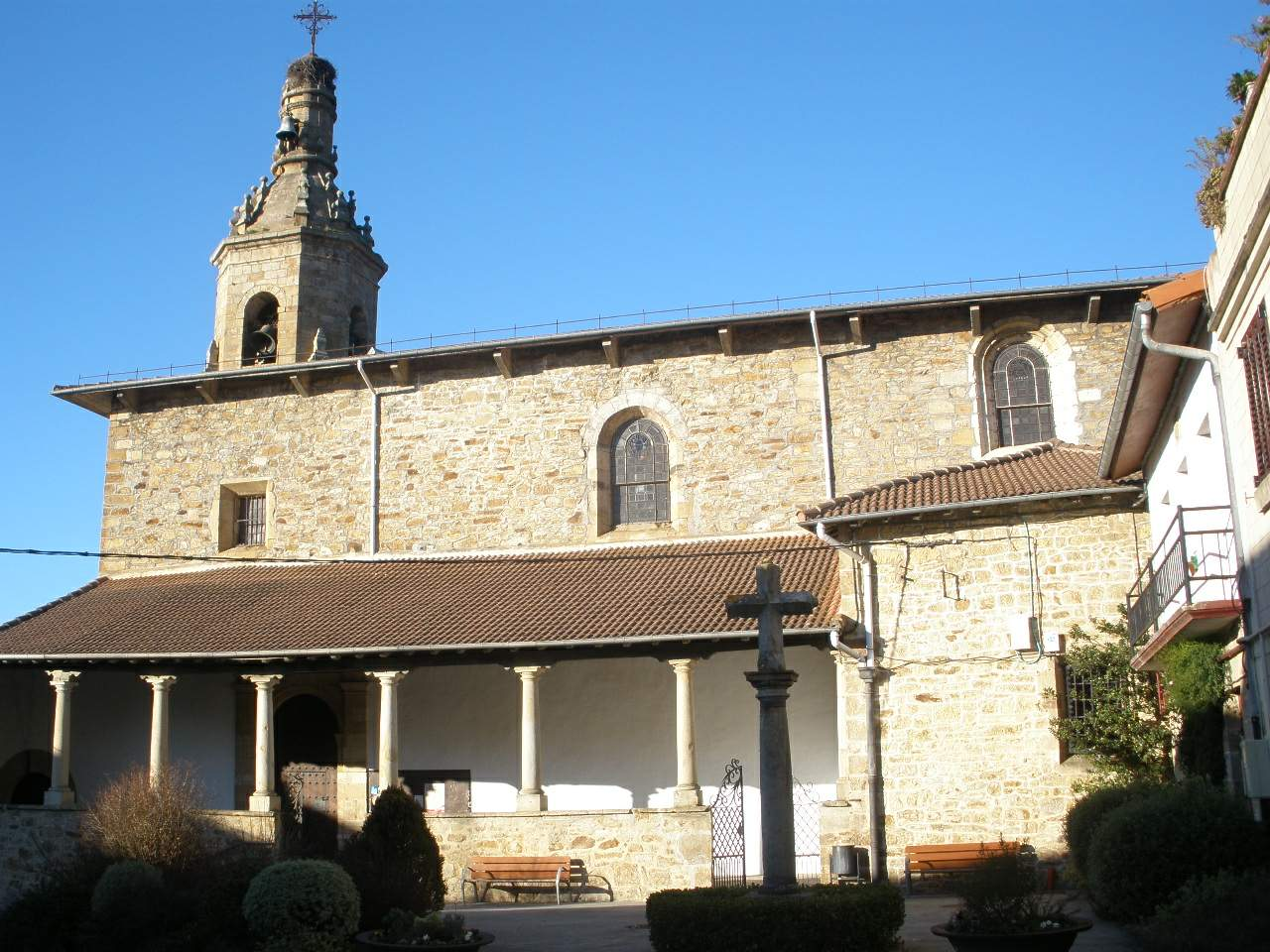
Iglesia parroquial de San Blas

La villa de Villarreal de Álava fue fundada en 1333 por el rey Alfonso XI de Castilla. Como base para la fundación de la villa el rey tomó la población de Legutiano, situada cerca del límite de Álava con el Señorío de Vizcaya, a la que cambió de nombre, dotó de fueros y dio jurisdicción sobre varias aldeas cercanas: Urrúnaga, Gojáin, Urbina, Anguelu, Nafarrate y Elosu. De estas 6 aldeas originalmente asignadas a Villarreal; Anguelu se despoblaría y Nafarrate se convertiría en un barrio de Urrúnaga; siendo las 4 restantes aún hoy en día concejos agregados al municipio, pero dotados de cierta autonomía.
En 1371 el rey Enrique II otorgó la villa como señorío a Juan de Abendaño, noble vizcaíno que le había apoyado en la primera guerra civil castellana y ballestero mayor del reino. Villarreal sería desde entonces, paradójicamente, una villa de señorío en manos de la familia Abendaño hasta que algún señor de Villarreal falleciera sin descendencia, en cuyo caso la villa revertería al realengo.
Los Abendaño construyeron su casa-torre en Villarreal y desde ella guerrearon en las guerras de bandos formando parte del bando gamboíno.
En 1683 Villarreal se reintegrara al realengo tras la muerte de María Ladrón de Guevara Abendaño, condesa de Escalante y última señora de Villarreal, que murió sin descendencia dejando su señorío a la corona en el testamento.
Situada en una estratégica ubicación al pie de los pasos de montaña que comunican la Llanada Alavesa y Vitoria con los valles vizcaínos de Arratia, Duranguesado y el guipuzcoano del Alto Deva; Villarreal de Álava ha sido escenario de varios enfrentamientos bélicos considerables. Los primeros se produjeron durante las guerras carlistas, en las que fue una posición muy codiciada, al ser considerada la «llave de Vitoria». En 1875, durante el verano, Villarreal sufrirá duras acciones y grandes incendios por parte de los liberales.
Hasta la reforma de la nomenclatura municipal de 1916 el municipio se llamaba simplemente Villarreal. En dicha fecha su nombre fue modificado por el de Villarreal de Álava.

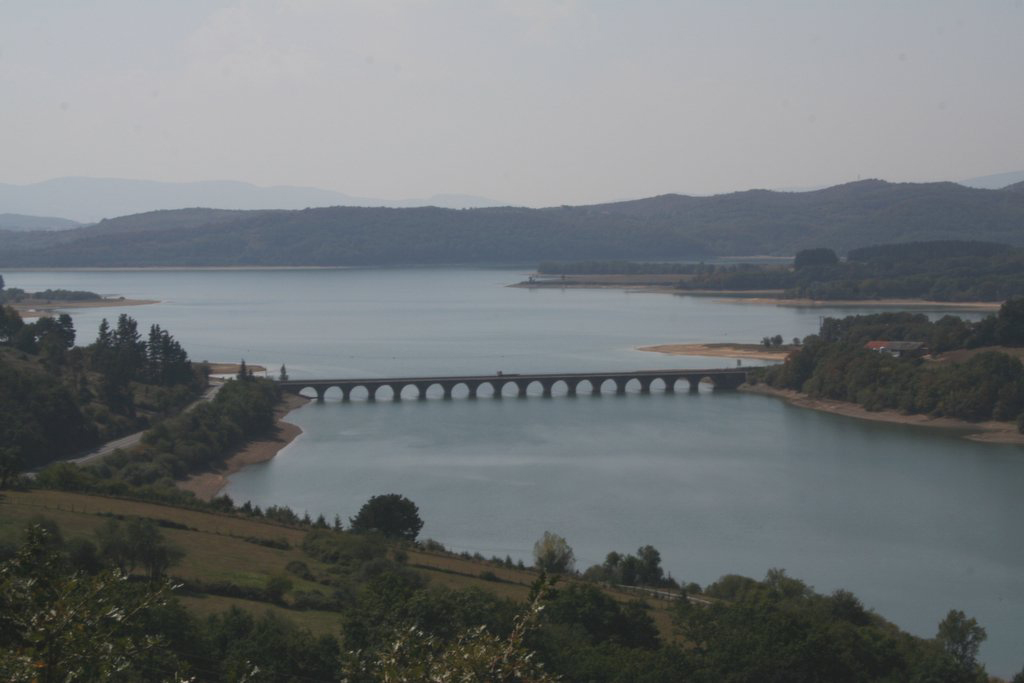
Puente de Elosu-Ollerías sobre el embalse de Urrúnaga

En la guerra civil española se produjo como hecho más reseñable la batalla de Villarreal entre el 30 de noviembre y el 24 de diciembre de 1936. La batalla de Villarreal fue la única ofensiva que realizó el Euzko Gudarostea (Ejército Vasco) durante la guerra civil. Esta ofensiva pretendía ocupar la estratégica posición de Villarreal y avanzar desde ahí hacia Vitoria y Miranda de Ebro como forma de aliviar la ofensiva de los sublevados contra Madrid. Sin embargo la ofensiva fracasó y los milicianos y gudaris vascos fueron incapaces de ocupar la villa, a pesar de que la bombardearon con dureza y la sometieron a numerosos ataques. Se calcula que fallecieron unos 1000 soldados y se produjeron otras 3500 bajas entre los atacantes, mientras que los defensores sufrieron menos bajas.
A principios de la década de 1950 se construyó el embalse de Urrúnaga, cerca del pueblo homónimo. La presa de Urrúnaga embalsa las aguas del río Santa Engracia, tributario del Zadorra. La construcción del embalse supuso una radical transformación del paisaje del municipio, ya que aunque no sumergió ninguno de los pueblos del municipio, sí que anegó numerosas tierras de cultivo y caseríos.
De su historia reciente el hecho que más repercusión ha tenido es el atentado terrorista con coche bomba que ETA perpetró contra la casa-cuartel de la Guardia Civil situada en el pueblo el 14 de mayo de 2008. Este atentado causó la muerte del agente Juan Manuel Piñuel y la destrucción del cuartel.

## Demografía
Villarreal de Álava cuenta con una población de 2086 habitantes (INE 2024).
| Gráfica de evolución demográfica de Villarreal de Álava entre 1842 y 2021 |
| |
| Población de derecho según los censos de población del INE Población de hecho según los censos de población del INEEn estos censos se denominaba Villareal: 1842, 1857, 1860, 1877, 1887, 1897, 1900 y 1910 En estos censos se denominaba Villareal de Álava: 1920, 1930, 1940, 1950, 1960, 1970 y 1981 En estos censos se denominaba Legutiano: 1991 y 2001 |

La evolución de la población en Villarreal de Álava ha sufrido numerosos vaivenes a lo largo del último siglo y medio. A mediados del siglo XIX el municipio contaba con una población estable de 2000 habitantes. El periodo de la tercera guerra carlista (1872-76) produjo un importante descenso de la población (más de un 25 %) debido a que la localidad, por su ubicación estratégica, fue escenario de numerosas escaramuzas durante la guerra. La población no se recuperaría nunca del impacto que supuso dicha guerra ya que siguió descendiendo aunque se estabilizó en torno a los 1400 habitantes entre 1887 y 1910. En la década de 1910 se produjo otro importante descenso de población (-13 %) debido a la emigración a Vitoria y a los centros industriales guipuzcoanos y vizcaínos y el municipio siguió perdiendo población (aunque de manera más pausada) hasta la guerra civil española. La población de Villareal sufrió un punto de inflexión a partir de la Guerra Civil. El impacto del último conflicto bélico había hecho descender la población hasta cerca de 1000 habitantes. En 1947 se iniciaron las obras del pantano de Urrúnaga que atrajeron auténticos batallones de obreros (algunas fuentes afirman que hubo hasta 5000 trabajadores en aquella obra). Aunque la mayor parte de ellos vivían en barracones en la misma obra, muchos se instalaron en los pueblos del entorno y ello hizo que la población de Villarreal de Álava aumentara un 75 % en unos pocos años. Ese periodo supuso la mayor inmigración de población que ha sufrido el municipio en su historia moderna. La población inmigrante procedía además de otras regiones de España como Castilla, León, Andalucía o Extremadura. Tras la finalización de las obras en 1957 aquella marea humana desapareció aunque una parte de los trabajadores se quedaron a vivir en el municipio.
A partir de 1960 se produce un crecimiento de población a causa del crecimiento vegetativo positivo (generación del baby boom) y de la instalación de industrias en el municipio, aunque la cercanía a Vitoria hace que la gente que trabaja en dicha industria tienda a asentarse preferiblemente en la ciudad. Con la crisis industrial de los años 70 ese crecimiento se para y en los años 80 se produce un crecimiento negativo al emigrar la población al cercano núcleo urbano de la Vitoria y descender la natalidad.
Sin embargo en las dos últimas décadas esa tendencia se ha invertido; las buenas comunicaciones por carretera, la carestía de la vivienda en Vitoria y el bello entorno natural han hecho que la tendencia se invierta, acogiendo Villarreal de Álava a población procedente de Vitoria. Entre 1991 y 2007 la población del municipio ha crecido un 30 %.
| Gráfica de evolución demográfica de Villarreal de Álava entre 1988 y 2010 |
|                                                                           |

### Economía

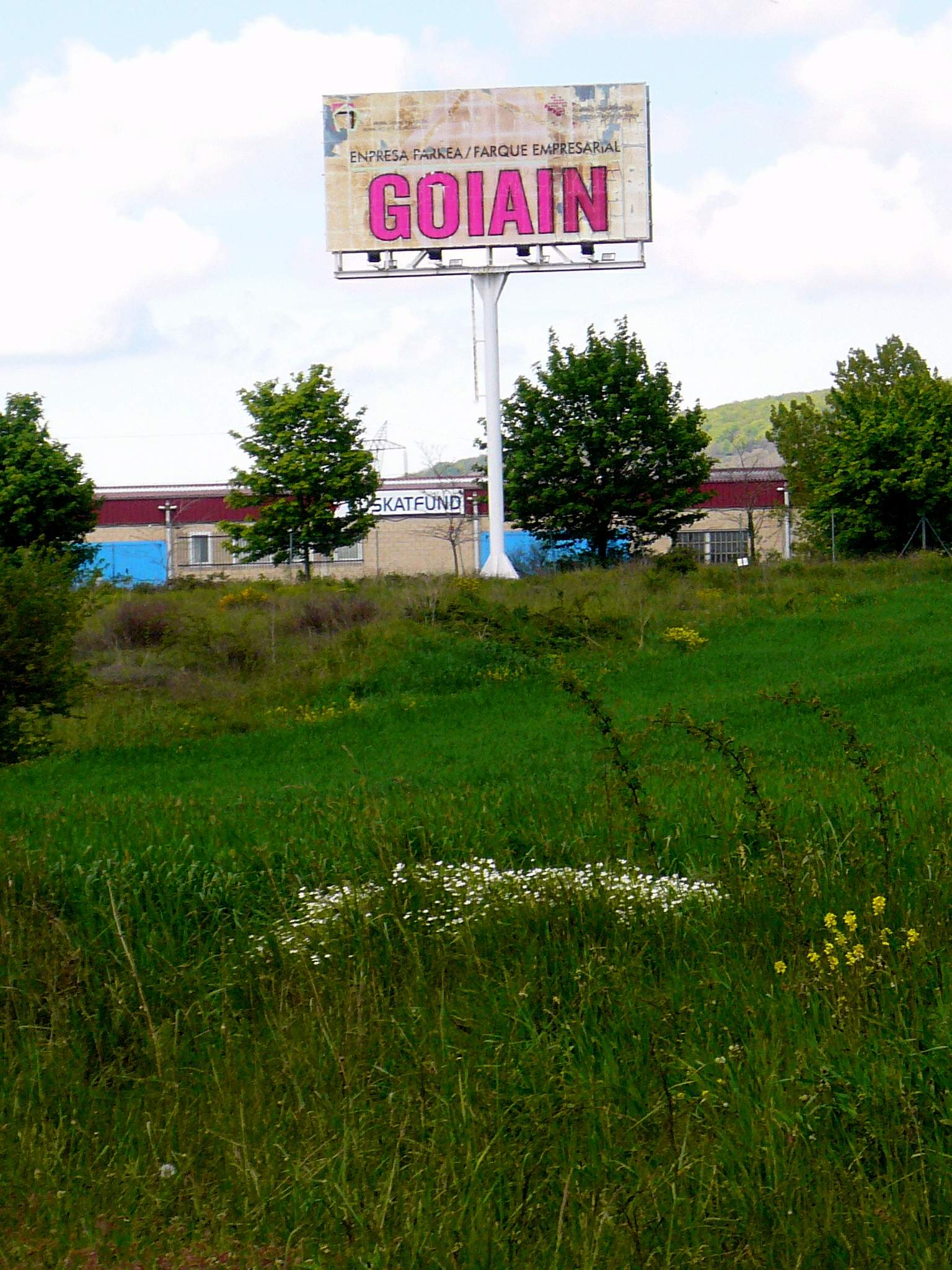
Parque Empresarial Goiain

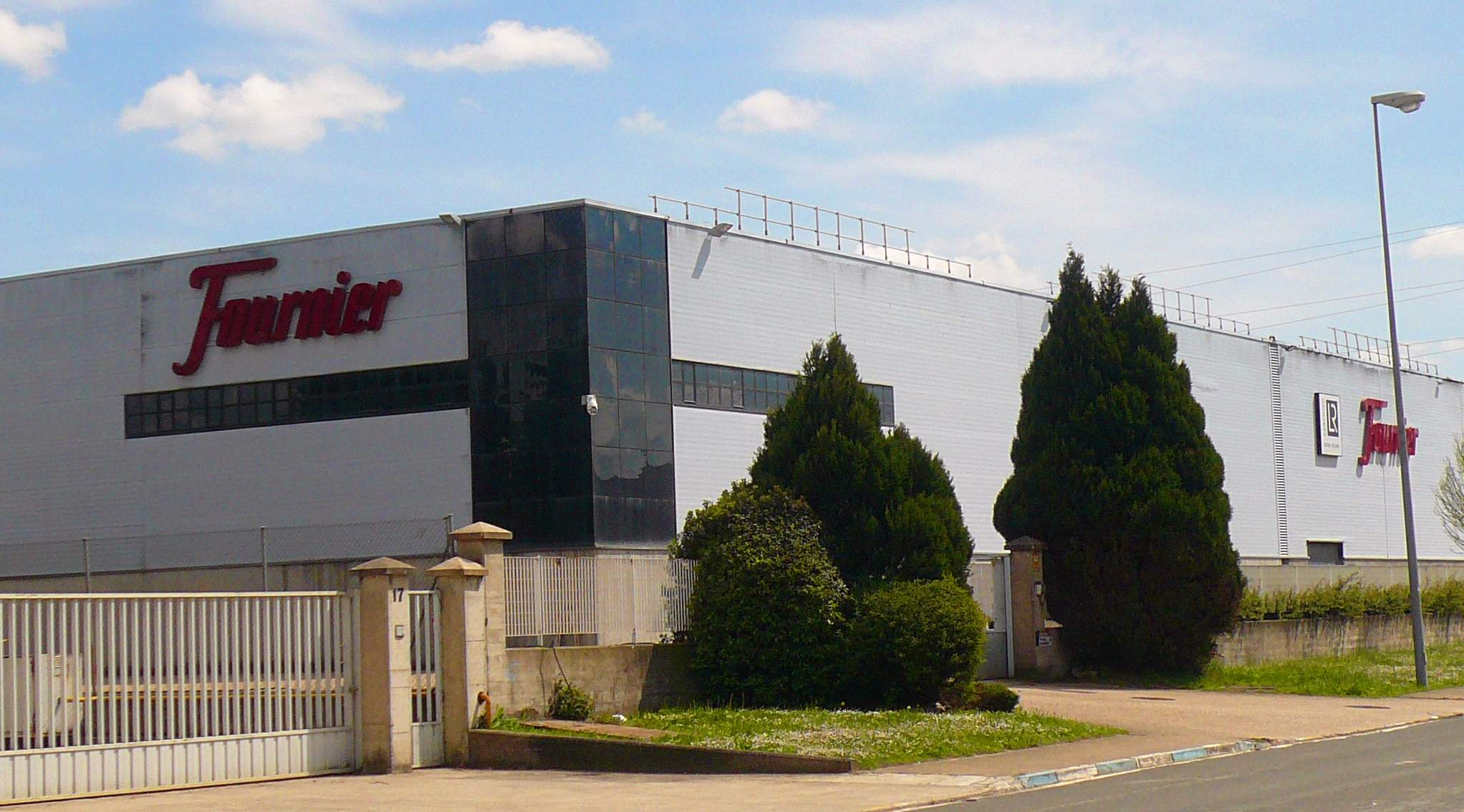
Naipes Heraclio Fournier

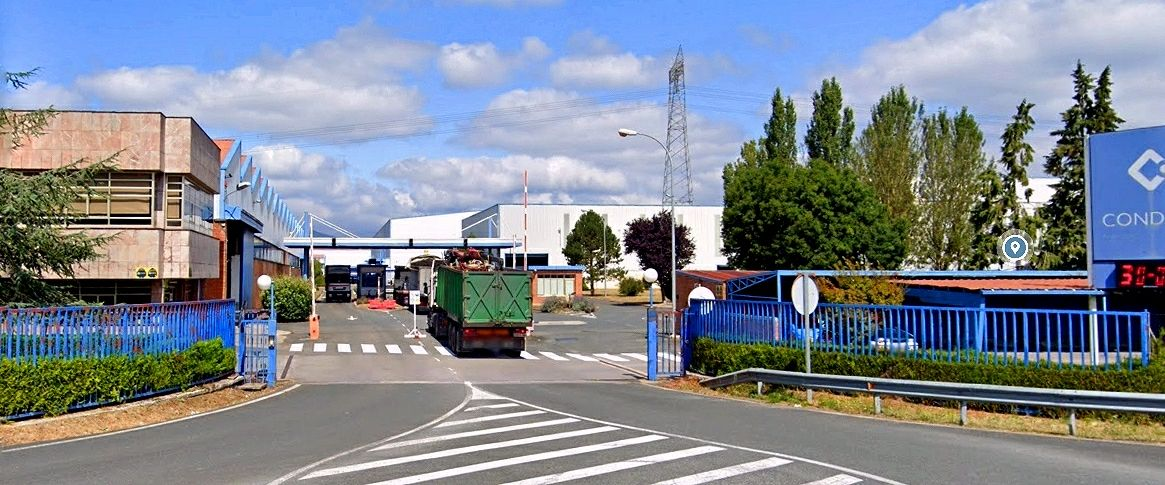
Condesa Fabril (ArcelorMittal Tubular Products)

Villarreal cuenta al sur de su término municipal con uno de los polígonos industriales más importantes de Álava, el polígono industrial de Gojáin. Este polígono ocupa el espacio situado entre los pueblos de Gojáin, Urbina, Urrúnaga, Betolaza y Luco. Además hay otras industrias situadas en las márgenes de las carreteras que van de Vitoria a Mondragón (A-627) y de Vitoria a Durango (N-240). En las últimas décadas se instalaron bastantes empresas procedentes de Vitoria o del Alto Deva, que buscaron en este municipio expandir sus instalaciones aprovechando su situación estratégica y el espacio disponible. Entre ellas la más conocida es posiblemente la fábrica de naipes de Heraclio Fournier, el fabricante español más conocido de cartas de la baraja española.
Las empresas pertenecen a diversos sectores, pero destaca la industria siderometalúrgica. Por otra parte, según los datos facilitados por el Instituto Vasco de Estadística (Eustat), en 2011, Villarreal de Álava es el municipio con mayor renta per cápita de Álava.

## Administración y política

### Gobierno municipal
En las últimas elecciones municipales celebradas en 2019, obtuvo la alcaldía César Fernández de Gamarra Egurrola, de EH Bildu, obteniendo el apoyo del 46,77 % de los votantes y mayoría absoluta con 5 concejales. Obtuvieron también representación el PNV con el 30,74 % de los votos y 3 concejales, y el PSE-EE con el 15,79 % de los votos y un concejal. El PP se quedó fuera con un 2,87 %. Tras la dimisión de César Fernández de Gamarra por motivos de conciliación, asumió la alcaldía Jon Zuazo 
En las elecciones municipales celebradas en 2015, obtuvo la alcaldía Nekane Garaigordobil Bengoa, de EH Bildu, que obtuvo el 42,06 % de los votos y 5 concejales. El PNV fue la segunda fuerza más votada, con el 40,74% de los votos y 4 concejales, no llegando a obtener ningún acta de concejal PSE-EE y PP, que lograron un 8,33 % y 3,84 % de los votos respectivamente.
En los comicios anteriores, celebrados en 2011, obtuvo la alcaldía Jon Iñaki Leza de la Llera, de Bildu, con el 57,69 % de los votos, logrando dicha coalición 6 concejales. El PNV obtuvo el 24,59 % de los votos y 2 concejales; y el concejal restante fue para el PSE-EE/PSOE con el 8,62 % de los votos.
Previamente, en las elecciones municipales de 2007, obtuvo la alcaldía Pedro Julián Berriozabal, de Eusko Alkartasuna con el 36,6 % de los votos y 4 concejales. El PNV obtuvo el 33,5 % de los votos y el mismo número de concejales; y el concejal restante fue representante del PSE-EE/PSOE con el 12,4 % de los votos. Las restantes opciones políticas que se presentaron no tuvieron ningún representante.
| Periodo   | Nombre                          | Partido | Partido                                                      |
| --------- | ------------------------------- | ------- | ------------------------------------------------------------ |
| 1999-2003 | Ramón López de Bergara Astola   |         | Euskal Herritarrok (EH)                                      |
| 2003-2007 | Francisco Retegui Ayastuy       |         | Euzko Alderdi Jeltzalea-Partido Nacionalista Vasco (EAJ-PNV) |
| 2007-2011 | Pedro Julián Berriozabal Arregi |         | Eusko Alkartasuna (EA)                                       |
| 2011-2015 | Jon Iñaki Leza de la Llera      |         | Bildu                                                        |
| 2015-2019 | Nekane Garaigordobil Bengoa     |         | Euskal Herria Bildu (EH Bildu)                               |
| 2019-2019 | César Fernández de Gamarra      |         | Euskal Herria Bildu (EH Bildu)                               |
| 2019-act. | Jon Zuazo Zubero                |         | Euskal Herria Bildu (EH Bildu)                               |

| Partido político                                              | 2019  | 2019       | 2015  | 2015       | 2011  | 2011       | 2007  | 2007       | 2003        | 2003        | 1999  | 1999       | 1995  | 1995       |
| Partido político                                              | %     | Concejales | %     | Concejales | %     | Concejales | %     | Concejales | %           | Concejales  | %     | Concejales | %     | Concejales |
| Euskal Herria Bildu (EH Bildu)-Bildu                          | 46,77 | 5          | 42,06 | 5          | 58,72 | 6          | —     | —          | —           | —           | —     | —          | —     | —          |
| Euzko Alderdi Jeltzalea-Partido Nacionalista Vasco (EAJ-PNV)  | 30,74 | 3          | 40,74 | 4          | 25,03 | 2          | 33,49 | 4          | 48,67       | 6           | 30,32 | 3          | 37,14 | 4          |
| Partido Socialista de Euskadi-Euskadiko Ezkerra (PSE-EE PSOE) | 15,79 | 1          | 8,33  | 0          | 8,78  | 1          | 12,36 | 1          | 7,52        | 0           | 5,46  | 0          | —     | —          |
| Partido Popular del País Vasco (PP)                           | 2,87  | 0          | 3,84  | 0          | 5,35  | 0          | 6,57  | 0          | 8,11        | 0           | 7,76  | 0          | 4,57  | 0          |
| Ezker Batua-Berdeak (EB-B)                                    | —     | —          | —     | —          | —     | —          | 04,85 | 0          | 4,72        | 0           | 4,75  | 0          | —     | —          |
| Eusko Alkartasuna (EA)                                        | —     | —          | —     | —          | —     | —          | 36,62 | 4          | Con PNV     | Con PNV     | 18,01 | 2          | 31,29 | 3          |
| Unidad Alavesa (UA)                                           | —     | —          | —     | —          | —     | —          | —     | —          | 0,30        | 0           | 1,72  | 0          | 4,14  | 0          |
| Legutioko Alkartasuna (LA)                                    | —     | —          | —     | —          | —     | —          | —     | —          | 29,94       | 3           | —     | —          | —     | —          |
| Euskal Herritarrok (EH)-Herri Batasuna (HB)                   | —     | —          | —     | —          | —     | —          | —     | —          | Ilegalizado | Ilegalizado | 36,64 | 4          | 22,86 | 2          |

### Elecciones generales

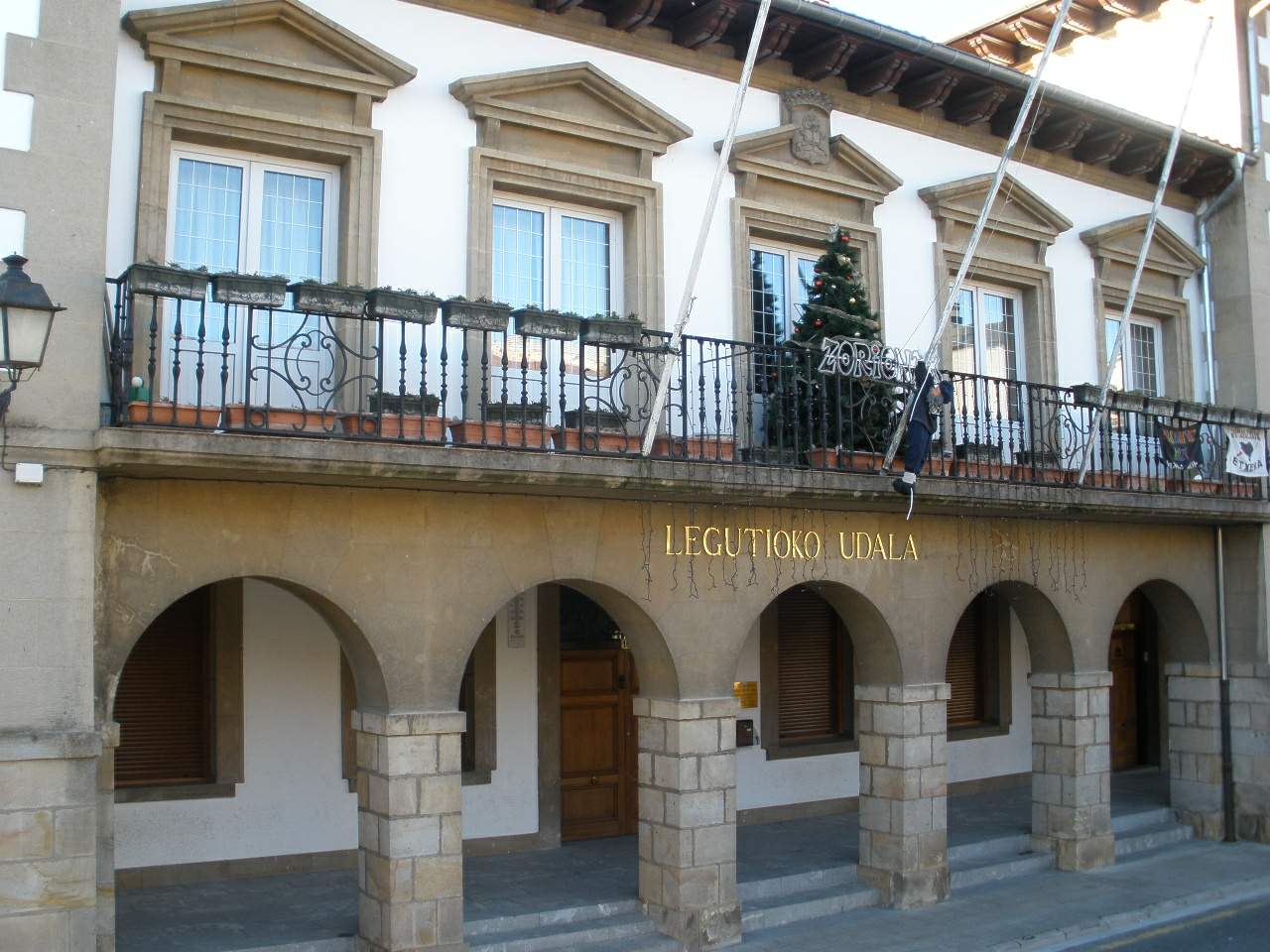
Ayuntamiento de Villarreal/Legutio

En las elecciones generales del 10 de noviembre de 2019 el partido más votado fue la coalición EH BILDU con 297 votos (33,64 %) seguido por el Partido Nacionalista Vasco con 249 votos (28,2 %).
| Logo | Partido político                                     | Votos | %     |
| ---- | ---------------------------------------------------- | ----- | ----- |
|      | Euskal Herria Bildu (EH Bildu)                       | 297   | 33,64 |
|      | Partido Nacionalista Vasco (EAJ-PNV)                 | 249   | 28,2  |
|      | Unidos Podemos (Podemos-IU-Equo)                     | 144   | 16,31 |
|      | Partido Socialista Obrero Español (PSOE)             | 119   | 13,48 |
|      | Partido Popular (PP)                                 | 42    | 4,76  |
|      | Vox (VOX)                                            | 20    | 2,27  |
|      | Ciudadanos-Partido de la Ciudadanía (Cs)             | 6     | 0,68  |
|      | Partido Animalista Contra el Maltrato Animal (PACMA) | 5     | 0,57  |
|      | Partido Comunista de las Tierras Españolas (PCTE)    | 1     | 0,11  |

### Organización territorial
Los 5 concejos que componen el municipio son:
| Concejo    | Nombre oficial | 2000 | 2005 | 2010 | 2015 | 2019 |
| ---------- | -------------- | ---- | ---- | ---- | ---- | ---- |
| Elosu      | Elosu          | 105  | 101  | 120  | 97   | 88   |
| Gojáin     | Goiain         | 21   | 17   | 21   | 22   | 20   |
| Urbina     | Urbina         | 156  | 144  | 120  | 132  | 135  |
| Urrúnaga   | Urrunaga       | 84   | 106  | 111  | 100  | 109  |
| Villarreal | Legutio        | 1011 | 1131 | 1272 | 1365 | 1533 |

Estos concejos tienen a su vez algunos barrios. Ollerías, es un barrio de Elosu y Nafarrate, de Urrúnaga.

## Patrimonio

### Monumentos religiosos
- Iglesia parroquial de Santa Ana en Gojáin: iglesia de origen medieval.
- Iglesia parroquial de San Juan Bautista en Urrúnaga: iglesia medieval.

### Monumentos civiles
- Portal de la muralla: es el único resto que queda de las antiguas murallas que rodeaban la localidad de Villarreal de Álava. Se encuentra en el costado sureste de la actual plaza Ortiz de Urbina.
- Granja Larrabea: casa-palacio de estilo neoclásico, situado al sureste del casco urbano de Villarreal de Álava. Fue construida en 1862 por el indiano Miguel Rodríguez Ferrer a su vuelta de Cuba. En un principio se llamó finca El Retiro, edificada en un lugar llamado Larrabea, hoy día, Club de Golf.